# Chromeo
Chromeo er en Electrofunk gruppe fra Canada.

## Bandets medlemmer
- Dave 1 (David Macklovitch)
- P-Thugg (Patrick Gemayel)

## Diskografi

### Album
- She's in Control (2004)
- Fancy Footwork (2007)
- Business Casual (2010)
- White Women (2014)
- Head over Heels (2018
- Adult Contemporary (2024)

DJ mix albums
- Un Joli Mix Pour Toi (2005)
- Ce Soir on Danse (2006)
- DJ-Kicks: Chromeo (2009)

### Singler
- You're So Gangsta (2002)
- Destination Overdrive (2003)
- Needy Girl (2003)
- Me & My Man (2004)
- Tenderoni (2007)
- Fancy Footwork (2007)
- Bonafied Lovin' (2007) (FIFA 09-Soundtrack)
- Momma's Boy (2008)
- I Can't Tell You Why (2009)
- Night By Night (2009)
- Don't Turn the Lights On (2010) (FIFA 11-Soundtrack)
- Hot Mess (2010)
- When The Night Falls (2011)
- Over Your Shoulder (2013)
- Jealous (I Ain't With It) (2014)